# Indische karekiet
De Indische karekiet (Acrocephalus stentoreus) is een zangvogel uit de familie Acrocephalidae (rietzangers).

## Kenmerken
Het verenkleed is bruinachtig gekleurd. Boven de ogen bevindt zich een beige wenkbrauwstreep. Hij heeft een lange snavel. Zijn zang is luid en melodieus. De lichaamslengte bedraagt 16 tot 18 cm.

## Leefwijze
Zijn voedsel bestaat uit insecten, alsmede ook kleine kikkers.

## Voortplanting
Het komvormige nest bevindt zich meestal boven het water, in riet of andere moerasplanten. Het legsel bestaat uit 3 tot 6 witte eieren met donkere vlekken.

## Verspreiding en leefgebied
Deze soort komt voor in moerassen van Egypte tot de Filipijnen en telt negen ondersoorten:
- A. s. stentoreus: Egypte.
- A. s. levantinus: Israël, Jordanië, Syrië en noordwestelijk Arabië.
- A. s. brunnescens: van het Rode Zeegebied tot Kazachstan en noordelijk India.
- A. s. amyae: noordoostelijk India, Myanmar, Thailand en zuidelijk China.
- A. s. meridionalis: zuidelijk India en Sri Lanka.
- A. s. harterti: de Filipijnen.
- A. s. siebersi: westelijk Java.
- A. s. celebensis: zuidelijk Sulawesi.
- A. s. lentecaptus: Borneo, centraal en oostelijk Java, de westelijke Kleine Soenda-eilanden.

## Status
De grootte van de populatie is niet gekwantificeerd maar de soort wordt omschreven als algemeen tot zeer algemeen in een groot deel van zijn verspreidingsgebied. Op de Rode lijst van de IUCN heeft deze soort de status niet bedreigd.